# Instytut Filologii Germańskiej Uniwersytetu Szczecińskiego

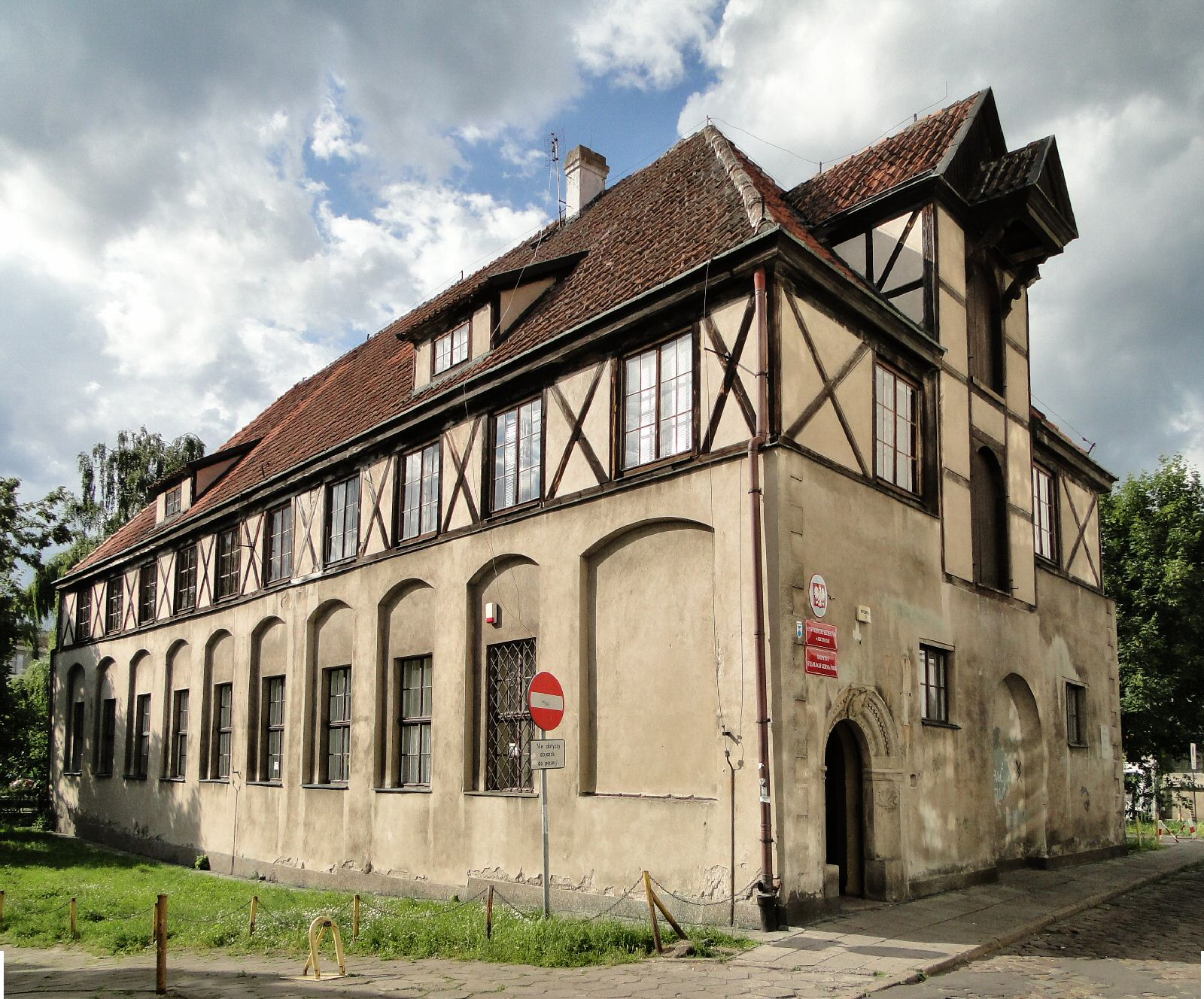
Siedziba Instytutu w latach 1987–2014

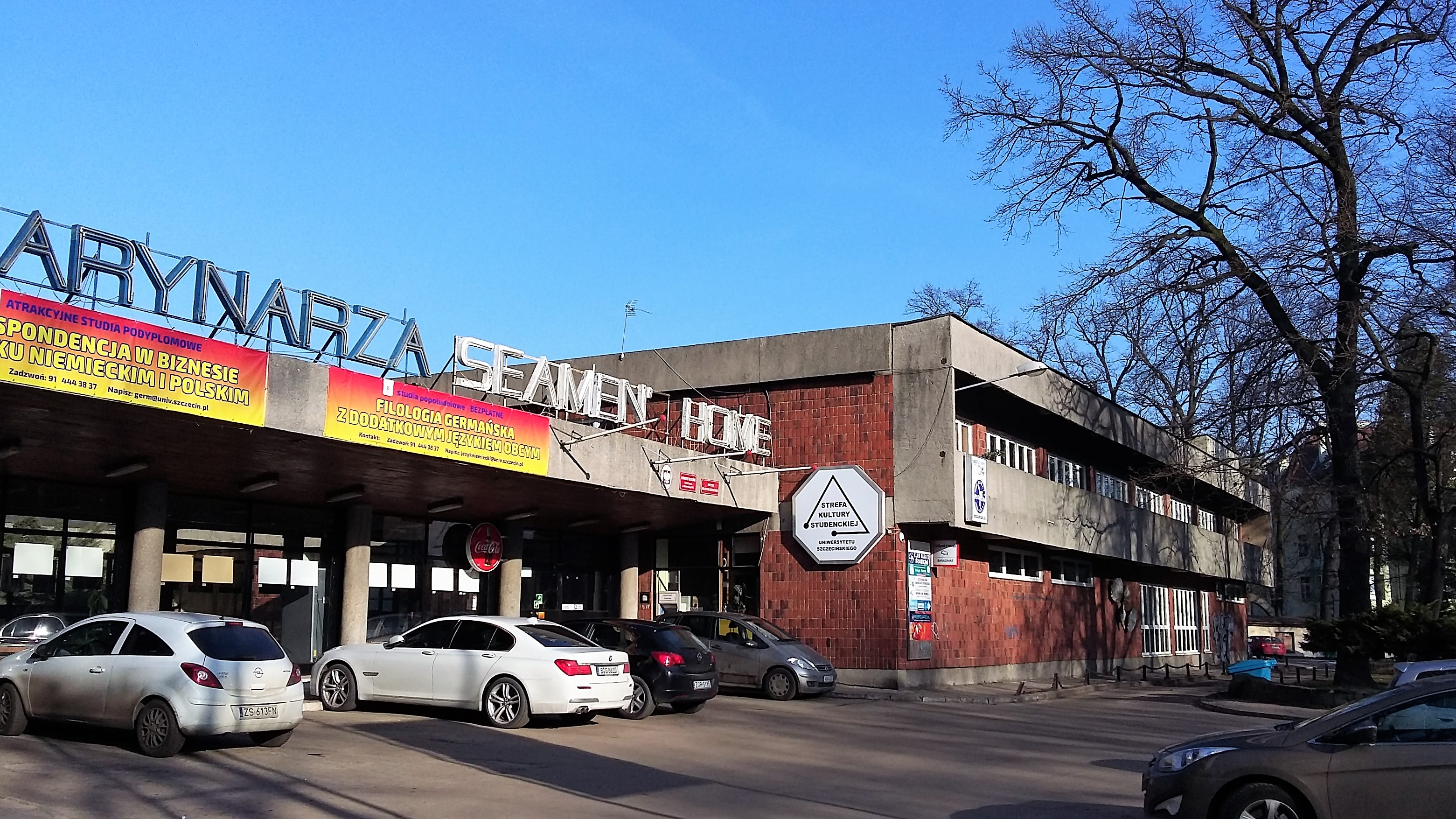
Siedziba Instytutu w latach 2014–2017

Instytut Filologii Germańskiej Uniwersytetu Szczecińskiego – nieistniejąca już jednostka dydaktyczno-naukowa Wydziału Filologicznego Uniwersytetu Szczecińskiego. Instytut funkcjonował od 1983 do reformy Uniwersytetu Szczecińskiego w 2019, kiedy Wydział Filologiczny połączono z Wydziałem Humanistycznym.

## Kierunki kształcenia
Instytut kształcił studentów na kierunku filologia. Do wyboru były następujące specjalności:
- filologia germańska
- filologia germańska z dodatkowym językiem obcym

## Ostatnie władze
Dyrektor: dr hab. Jolanta Mazurkiewicz-Sokołowska, prof. US
Wicedyrektor: dr hab. Krzysztof Nerlicki, prof. US

## Poczet dyrektorów
- 1983–1992: doc. dr Karol Koczy
- 1992–1993: dr hab. Augustyn Mańczyk, prof. US
- 1993–1997: prof. zw. dr hab. Ryszard Lipczuk
- 1997–2005: dr hab. Paweł Mecner, prof. US
- 2005–2012: prof. zw. dr hab. Ryszard Lipczuk
- 2012–2019: dr hab. Jolanta Mazurkiewicz-Sokołowska, prof. US

## Struktura organizacyjna
W 2017 r. w skład Instytutu Filologii Germańskiej US wchodziły następujące zakłady:
- Zakład Języka Niemieckiego, (niem.) Lehrstuhl für deutsche Sprache

Kierownik: dr hab. Magdalena Lisiecka-Czop
- Zakład Składni Porównawczej Języka Niemieckiego i Języka Jidysz

Kierownik: dr hab. Anna Pilarski
- Zakład Lingwistyki Stosowanej

Kierownik: dr hab. Jolanta Mazurkiewicz-Sokołowska, prof. US
- Zakład Współczesnej Literatury Niemieckojęzycznej, (niem.) Lehrstuhl für deutschsprachige Gegenwartsliteratur

Kierownik: dr hab. Ewelina Kamińska-Ossowska, prof. US
- Zakład Literatury i Kultury Krajów Niemieckojęzycznych, (niem.) Lehrstuhl für Literatur und Kultur deutschsprachiger Länder

Kierownik: dr hab. Dorota Sośnicka, prof. US
- Zakład Literaturoznawstwa Porównawczego, (niem.) Lehrstuhl für Vergleichende Literaturwissenschaft

Kierownik: dr hab. Katarzyna Krasoń, prof. US

## Siedziba
- 1983–1985: gmach przy ul. Mickiewicza 16
- 1985–1987: Hotel Kolarski przy al. Wojska Polskiego 244/246
- 1987–2014: stajnia książęca przy ul. Rycerskiej 3
- 2014–2017: Dom Marynarza przy ul. Malczewskiego 10–12[4]
- 2017–2019: gmach Wydziału Filologicznego przy al. Piastów 40b[5]